# Brigitte Mohnhaupt
Brigitte Margret Ida Mohnhaupt (nacida el 24 de junio de 1949 en Alemania) fue una miembro del Colectivo de Pacientes Socialistas alemán (SPK) y desde 1971 hasta 1982 fue una activista de la segunda generación del grupo Fracción del Ejército Rojo o Banda Baader-Meinhof, siendo la principal responsable del llamado "Otoño Alemán" de 1977.

## Biografía

### Juventud
Después del divorcio de sus padres en 1960 permaneció con su madre. Obtuvo el título de bachillerato en 1967 en Bruchsal, y después se inscribió en el Departamento de Filosofía de la Universidad de Múnich. En 1968 contrajo matrimonio con Rolf Heissler y se separó a los dos años.
Años después, Rolf Heissler también fue militante de la Fracción del Ejército Rojo y según testimonio de otro ex terrorista, fue quien junto a Stefan Wisniewski asesinó a Hanns Martin Schleyer, cuando la RAF se encontraba bajo las órdenes de Mohnhaupt.

### Inicios en la lucha armada
Originalmente fue miembro del Colectivo de Pacientes Socialistas o "SPK", Mohnhaupt se unió a la Fracción del Ejército Rojo cerca de 1971 después que el SPK se disolviera, apoyando a la RAF en Organización, Logística y obtención de armas. Eventos significativos de la pertenencia de Mohnhaupt a la RAF fueron:
- 9 de junio de 1972: Mohnhaupt fue arrestada en Berlín por sus conexiones con la RAF y sentenciada a un prolongado periodo de prisión por sus actividades criminales. Durante su encarcelamiento y brevemente luego de la muerte de Ulrike Meinhof en la cárcel, fue transferida a la prisión de Stammheim donde la mayoría de los miembros de la RAF estaban detenidos. Finalmente fue liberada el 8 de febrero de 1977, e inmediatamente se reincorporó al trabajo clandestino y continuó sus actividades con la banda Baader-Meinhof.
- Mohnhaupt fue la mayor dirigente del Otoño Alemán, el 30 de julio de 1977, estuvo envuelta directamente en el asesinato del banquero Jürgen Ponto, presidente del Dresdner Bank en Oberursel, durante su frustrado secuestro donde participó junto a Susanne Albrecht y Christian Klar.
- Estuvo implicada en el secuestro y posterior asesinato del empresario Hanns Martin Schleyer como autora intelectual de la operación y posteriormente ordenó el asesinato cometido presuntamente por los terroristas Stefan Wisniewski y Rolf Heissler. Para la realización del Otoño Alemán, viajó clandestinamente junto a Peter-Jürgen Boock a Bagdad para entrevistarse con miembros del Frente Popular para la Liberación de Palestina (FPLP), para coordinar el Secuestro del avión Landshut como forma de presionar al Gobierno Federal Alemán.
- 11 de mayo de 1978 Mohnhaupt fue nuevamente arrestada en Yugoslavia, junto con Sieglinde Hofmann, Rolf Clemens Wagner, y Peter-Jürgen Boock. No obstante, en noviembre de 1978 se le permitió abandonar el país a uno de su elección, se presume lo hicieron hacia Yemén del Sur.
- 15 de septiembre de 1981 Mohnhaupt tomó parte del intento de asesinato del general norteamericano Frederick Kroesen utilizando un lanzacohetes antitanques soviético RPG-7. Kroesen pudo escapar de milagro.

### Arresto y vida posterior
El 11 de noviembre de 1982 Mohnhaupt, junto con Adelheid Schulz, fue arrestada mientras depositaba armas de la RAF en un escondite en un bosque cercano a Fráncfort del Meno, el cual había estado siendo vigilado por los comandos del GSG9. Mohnhaupt fue detenida y sentenciada a cinco cadenas perpetuas. Esto fue motivado por su importante rol durante el Otoño alemán y también al intento de asesinato del general de la OTAN Kroesen. Su arresto fue un golpe masivo para la RAF, puesto que Mohnhaupt se había convertido en una pieza importante para la generación de la RAF, así como en su momento lo fueron Gudrun Ensslin y Andreas Baader.
Monhaupt fue finalmente puesta en libertad condicional entre las 2:00 y las 3:00 a. m., del domingo 25 de marzo de 2007. Al salir de prisión fue recogida por sus familiares y no dio entrevistas a ningún medio de comunicación. Mohnhaupt tiene previsto instalarse en la ciudad de Karlsruhe y trabajar en un taller de componentes de automóvil, propiedad del hijo de una amiga suya.
En diciembre de 2008, Mohnhaupt amenazó iniciar acciones legales contra los productores de la película "Der Baader Meinhof Komplex" del Director Uli Edel. En este film la actriz Nadja Uhl interpreta a Mohnhaupt, la demanda versa sobre una escena supuestamente desarrollada en 1977, en la cual los personajes de la terrorista y el de Peter-Jürgen Boock interpretado por el actor Vinzenz Kiefer sostienen una relación sexual luego de su liberación de prisión. Los productores respondieron que se trataba de una licencia literaria y que no la borrarían del film. Una Corte de Hamburgo rechazó la solicitud inicial del abogado de Brigitte Mohnhaupt para eliminar la escena de la película.

## Nuevas acusaciones
Actualmente, la Corte Federal de Alemania reabrió una nueva investigación sobre el asesinato del fiscal general alemán Siegfried Buback, el 7 de abril de 1977, donde están -según acusación de los exterroristas de la RAF Peter-Jürgen Boock y Verena Becker - los responsables fueron Günther Sonnenberg manejando la motocicleta y Stefan Wisniewski quien le disparó con una subametralladora al Fiscal y a los dos escoltas. En esta averiguación están acusados Christian Klar (liberado en diciembre de 2008), Knut Folkerts (liberado en 1995), Sonnenberg (liberado en 1992) y Brigitte Mohnhaupt quienes tenían el mayor control de la RAF para el momento del asesinato. La exterrorista Silke Maier-Witt declaró que el día del asesinato de Buback se encontraba con Knut Folkerts en Ámsterdam, Holanda, por lo que Folkerts no pudo haber participado. 
Actualmente la Fiscalía General amenaza con una orden de detención coercitiva de 6 meses para Mohnhaupt, Klar y Folkerts hasta que se esclarezca la participación de los verdaderos terroristas en el asesinato del Fiscal.